# Casey (canção)
Casey foi o terceiro single oficial tirado do álbum This Delicate Thing We've Made do cantor australiano Darren Hayes, sendo lançado em 2008.

## Lançamento
O single foi lançado apenas por download digital e conta com diversas versões, incluindo faixas gravadas ao vivo durante os shows da turnê The Time Machine Tour no Reino Unido, e lançadas no mesmo dia. 
Entretanto, o single ficou fora do Top 100 da parada britânica na semana de lançamento, atingindo somente a posição #108.

## Videoclipe
O clipe foi gravado na Austrália e dirigido por Damian Hale. Ele foi produzido em sua maior parte utilizando-se efeitos de croma key, sendo inspirado em jogos de videogame Atari. 
Na história, caído em coma, são as memórias de um garoto o que pode acordá-lo de seu sono. Um carro amarelo viaja por seu coração e mente para poder despertá-lo, recordando os momentos felizes de sua vida.
O vídeo também foi incluso no DVD This Delicate Film We've Made, lançado em 2009 pelo cantor. 

## Single Digital
- Download Single #1 (darrenhayes.com)

1. "Casey (A Capella)" – 6:26
2. "Words (Original Demo Recording)" – 3:27

- Download Single #2 (darrenhayes.com)

1. "Casey (Live from the Time Machine Tour)" – 7:37
2. "In Your Mother's Eyes (Demo) – 5:18

- Download Single #3 (darrenhayes.com)

1. "Casey (Original Demo Recording)" – 4:24
2. "Walk Away (Original Demo Recording)" – 3:11

- Download Live Single (darrenhayes.com)[1]

1. "Casey" (Live in London, 3 February 2008) – 7:03
2. "Casey" (Live in London, 4 February 2008) – 7:12
3. "Casey" (Live in Manchester, 6 February 2008) – 8:11
4. "Casey" (Live in Manchester, 7 February 2008) – 7:36
5. "Casey" (Live in Bristol, 11 February 2008) – 6:59
6. "Casey" (Live in Brighton, 15 February 2008) – 7:27
7. "Casey" (Live in Birmingham, 17 February 2008) – 8:11
8. "Casey" (Live in Birmingham, 18 February 2008) – 9:22
9. "Casey" (Live in London, 24 February 2008) – 8:47

- CD Single Promocional[2]

1. "Casey" (Single Edit) – 3:28
2. "Casey" (Album Version) – 4:44